# Огіва Вессекська
Огіва Вессекська (англ. Eadgifu of Wessex; 902 — після 955) — королева Західно-Франкського королівства в 919—922 роках, дружина короля Франції Карла III Простакуватого.
Огіва народилася в Вессексі в 902 році. Вона була дочкою короля Англії Едуарда Старшого і його другої дружини Ельфледи Вессекської, внучка короля Альфреда Великого.
У 919 році Огіва стала другою дружиною короля Франції Карла III Простакуватого, після смерті в 917 році Фредеруни, його першої дружини.
У 922 році Карл III був повалений, а наступного року його захопив у полон граф Герберт II де Вермандуа, союзник правлячого короля. У 923 році заради безпеки свого сина Людовика, Огіва відвезла його до Англії, де він залишався до 936 року, коли його викликали назад до Франції, щоб проголосити королем.

## Сім'я та діти
Чоловік з 919 року — Карл III Простакуватий, король Франції (898—922).
Діти: Людовик IV Заморський, король Франції.
Чоловік з 951 року — Герберт III д'Омуа (бл. 927—982), граф Омуа.